# Édouard Kokcharov
Édouard Aleksandrovitch Kokcharov (en russe : Эдуард Александрович Кокшаров), né le 4 novembre 1975 à Krasnodar (RSFS de Russie), est un ancien joueur russe de handball. Il a fait partie des meilleurs ailiers gauches de l'histoire du handball, ayant notamment été élu dans l'équipe-type d'une compétition majeure à 6 reprises.
Reconverti entraîneur, il a notamment été à la tête de l'équipe nationale russe de 2017 à 2020.

## Biographie
Kokcharov commence sa carrière dans le club de sa ville natale, le SKIF Krasnodar. Après avoir remporté le Championnat du monde junior 1995, ses bonnes performances le conduisent à connaître ses premières sélections avec l'équipe nationale de Russie.
Pour sa première grande compétition internationale, il devient championnat du monde 1997. Très bon tireur de jets de 7 mètres, il devient une pièce maitresse du collectif russe avec lequel il devient notamment champion olympique en 2000 et vice-champion d'Europe en 2000. Élu à 6 reprises entre 2001 et 2007 meilleur ailier gauche d’un Championnat du monde ou d'Europe, figurant régulièrement dans les premières places du classement des buteurs des grandes compétitions internationales, il ne parvient pas à enrayer le déclin de l’équipe nationale russe, terminant par une modeste 15e place au Championnat d'Europe 2012.
Entre-temps, il a rejoint le club slovène du RK Celje où il évolue entre 1999 et 2011. Il y remporte 9 Championnats de Slovénie, 6 Coupe de Slovénie et surtout la Ligue des champions 2004.
En 2011, il retourne en Russie au Medvedi Tchekhov où il réalise deux doublés Championnat-Coupe, puis en 2013, il met un terme à sa carrière.
Par la suite, il devient entraîneur du club russe du SKIF Krasnodar puis en 2016, il est nommé directeur sportif du club macédonien du Vardar Skopje, club dirigé par le milliardaire russe Sergueï Samsonenko. En 2017, il devient sélectionneur de l'équipe nationale de Russie, Samsonenko devenant manager général. En octobre 2019, Kokcharov devient entraineur du Vardar Skopje en remplacement de l’entraineur espagnol David Pisonero mais est limogé fin décembre, n'ayant pas réussi à inverser la tendance.

## Palmarès

### Équipe nationale
Jeux olympiques
-  Médaille d'or aux Jeux olympiques de 2000 de Sydney en  Australie
-  Médaille de bronze aux Jeux olympiques de 2004 d'Athènes en Grèce
- 6e place aux Jeux olympiques de 2008 de Pékin en  Chine

Championnats du monde
-  Médaille d'or au Championnat du monde 1997 au  Japon
-  Médaille d'argent au Championnat du monde 1999 en  Égypte
- 6e place au Championnat du monde 2001 en  France
- 5e place au Championnat du monde 2003 en  Portugal
- 8e place au Championnat du monde 2005 en  Tunisie
- 6e place au Championnat du monde 2007 en  Allemagne

Championnats d'Europe
-  Médaille d'argent au  Championnat d'Europe 2000 en Croatie
- 5e place au Championnat d'Europe 2004 en Slovénie
- 6e place au Championnat d'Europe 2006 en  Suisse
- 15e place au Championnat d'Europe 2012 en Serbie

Autres
-  Médaille d'or au Championnat du monde junior 1995

### Club
Compétitions internationales
- Vainqueur de la Ligue des champions (1) : 2004
  - Demi-finaliste en 2000, 2001 et 2005

- Vainqueur de la Supercoupe d'Europe (1) : 2004
  - Finaliste en 2007

Compétitions nationales
- Vainqueur du Championnat de Slovénie (9) : 2000, 2001, 2003, 2004, 2005, 2006, 2007, 2008 et 2010
- Vainqueur de la Coupe de Slovénie (6) : 2000, 2001, 2004, 2006, 2007, 2010
- Vainqueur de la Supercoupe de Slovénie (2) : 2007, 2010
- Vainqueur du Championnat de Russie (2) : 2012, 2013
- Vainqueur de la Coupe de Russie (2) : 2012, 2013

## Récompenses individuelles
- Élu meilleur ailier gauche des Championnats du monde (4) : 2001, 2003, 2005, 2007
- Élu meilleur ailier gauche des Championnats d'Europe (2) : 2004, 2006
- Meilleur buteur du Championnat du monde 2001 avec 61 buts
- 2e meilleur buteur du Championnat du monde 2005 avec 80 buts (8,9 buts par match)